# Parasenecio cyclotus
Parasenecio cyclotus là một loài thực vật có hoa trong họ Cúc. Loài này được (Bureau & Franch.) Y.L.Chen mô tả khoa học đầu tiên năm 1999.